# Municipio de Upper Southampton
El municipio de Upper Southampton (en inglés: Upper Southampton Township) es un municipio ubicado en el condado de Bucks en el estado estadounidense de Pensilvania. En el año 2000 tenía una población de 15.764 habitantes y una densidad poblacional de 920.7 personas por km².

## Geografía
El municipio de Upper Southampton se encuentra ubicado en las coordenadas 40°10′33″N 75°02′21″O / 40.17583, -75.03917.

## Demografía
Según la Oficina del Censo en 2000 los ingresos medios por hogar en la localidad eran de $59,493 y los ingresos medios por familia eran $66,889. Los hombres tenían unos ingresos medios de $46,368 frente a los $33,118 para las mujeres. La renta per cápita para la localidad era de $26,362. Alrededor del 2,6% de la población estaban por debajo del umbral de pobreza.